# Primidon
Primidon, som säljs under olika varumärken, är en barbituratmedicin som används för att behandla partiella och generaliserade anfall och essentiella skakningar. Det intas oralt.
Dess vanliga biverkningar inkluderar sömnighet, dålig koordination, illamående och aptitlöshet. Allvarliga biverkningar kan vara självmord och psykos. Användning under graviditet kan skada fostret. Primidon är ett antikonvulsivt medel av barbituratklassen; dock är dess långsiktiga effekt för att höja kramptröskeln troligen på grund av dess aktiva metabolit, fenobarbital.
Primidon godkändes för medicinskt bruk i USA 1954. Det finns som ett generiskt läkemedel. År 2020 var primidon det 269:e vanligaste läkemedlet i USA, med fler än en miljon recept.